# ジャン1世 (オマール伯)
ジャン1世（フランス語：Jean I, ? - 1302年7月11日）は、オマール伯。

## 生涯
ジャン1世はオマール伯フェルディナン2世とロール・ド・モンフォールの息子である。
1260年に父フェルディナン2世が亡くなった後、祖母のジャンヌ・ド・ダンマルタンとともにオマール伯領の共同統治者となった。2人は1279年にジャンヌが亡くなるまで一緒に統治した。
ジャン1世はイド・ド・ムランと結婚し、息子ジャン2世（1293年 - 1343年）が生まれた。ジャン1世の死後、ジャン2世が跡を継いだ。
ジャン1世は、1302年7月11日にコルトレイク近郊で行われた金拍車の戦いにおいてフランス軍の騎士としてフランドル軍と戦い、戦死した。